# محمدرضا شمس اردکانی

استاد محمد رضا شمس اردکانی

محمدرضا شمس اردکانی دبیر فرهنگستان علوم ایران، استاد دانشکده داروسازی دانشگاه علوم پزشکی تهران و عضو پیوسته فرهنگستان علوم پزشکی و دبیر فرهنگستان علوم است. او یکی از پیشگامان اصلی طب سنتی بوده که اغلب او را معمار طب سنتی دانشگاهی می‌دانند.   
او در سال ۱۳۳۹ در خانواده‌ای فرهنگی در اردکان متولد شد  و تحصیلات دوران ابتدائی خود را در آن شهر به پایان رساند و سپس به همراه خانواده عازم اصفهان شد. دوران دبیرستان را در اصفهان سپری کرد و سپس وارد دانشکده داروسازی شد.  در سال ۱۳۶۶ از دانشکده داروسازی اصفهان فارغ‌التحصیل گردید. پس از فارغ‌التحصیلی عازم کرمان شد تا در آنجا دانشکده داروسازی را تأسیس نماید و تا سال ۱۳۶۹ در دانشکده علوم پزشکی کرمان مشغول به کار بود و در همان سال عازم کشورهای کانادا و انگلستان برای ادامه تحصیل شد و مدرک دکتری تخصصی داروسازی را از دانشگاه برادفورد انگلستان اخذ کرد. در سال ۱۳۷۴ به وطن بازگشت و در دانشکده داروسازی اصفهان مشغول به کار شد. در سال ۱۳۷۹ از دانشگاه علوم پزشکی اصفهان به دانشگاه علوم پزشکی تهران منتقل شد و در حال حاضر به عنوان استاد دانشکده داروسازی مشغول به کار می‌باشد و در طی سال‌ها فعالیت آموزشی و پژوهشی مقالات علمی متعدد به زبان‌های فارسی و انگلیسی و تألیف کتاب‌های متعدد را در کارنامه خود اندوخته است. در زمینه طب سنتی او اولین جلسات طب سنتی دانشگاهی را برگزار کرد و پس از آن در دانشکده دارو سازی کرمان اولین مرکز مطالعات داروسازی طب سنتی را تأسیس نمود. پس از تشکیل اولین دانشکده طب سنتی در دانشگاه علوم پزشکی تهران به عنوان ریاست این دانشکده رسید و شورای فام را تأسیس کرد که سیاست‌های کلی طب سنتی دانشگاهی را تدوین می کرد. او از سال ۱۴۰۲ دبیر ستاد توسعه اقتصاد دانش بنیان گیاهان دارویی و طب سنتی معاونت علمی و فناوری اطلاعات ریاست جمهوری منصوب گردید و در این پست تا آبان 1403 ادامه فعالیت داد .او اکنون نایب رئیس شبکه آکادمی علوم کشور های آسیایی (AASSA) می باشد 

## مناصب
دکتر شمس اردکانی سمت‌هایی چون:
۱- دبیر فرهنگستان علوم ایران از سال ۱۴۰۲ تا کنون
۲-  عضو پیوسته فرهنگستان علوم پزشکی
۳-  رئیس انجمن متخصصین علوم داروئی
۴- رئیس انجمن متخصصین فارماکوگنوژی،
۵- دبیر دبیرخانه مشترک فرهنگستان‌های جمهوری اسلامی ایران
۶- دبیر کمیته فرهنگ و تمدن اسلام و ایران،
۷- رئیس مرکز فرهنگ، آداب و میراث پزشکی وزارت بهداشت و درمان
۸- آموزش پزشکی و ریاست دانشکده طب سنتی
۹- مشاور وزیر بهداشت در زمینه طب سنتی
۱۰- مدیر کل دفتر طب سنتی در وزارت بهداشت و درمان
۱۱- عضو هیئت علمی دانشکده دارو سازی دانشگاه علوم پزشکی تهران
۱۲- مشاور امور طب سنتی جمعیت هلال احمر
۱۳ ریاست دانشکده طب سنتی دانشگاه علوم پزشکی تهران
۱۴ عضو  هیئت اجرایی آکادمی های علوم جهان 
۱۵ دبیر ستاد توسعه اقتصاد دانش بنیان گیاهان دارویی و طب سنتی معاونت علمی و فناوری اطلاعات ریاست جمهوری 1402- 1403
۱۶ ریاست دانشکده داروسازی کرمان
را در پیشینه فعالیت‌ های اجرائی خود دارد.

## فعالیت کنونی
مشاور وزیر بهداشت و درمان در امور طب سنتی و مدیر کل دفتر طب سنتی وزارت بهداشت و درمان و مشاور در امور طب سنتی رئیس جمعیت هلال احمر، او در دوازدهم مرداد ۱۳۹۹ از مدیریت دفتر طب سنتی استعفاء داد.او اکنون نایب رئیس  اتحادیه فرهنگستان های علوم و مجامع علمی آسیا (AASSA) و دبیر فرهنگستان علوم جمهوری اسلامی ایران است

## آثار

### کتاب
کتاب‌های محمدرضا شمس اردکانی به دو بخش تألیف و تصحیح تقسیم می‌شوند، برخی از کتب زیر تصحیح آثار کتب پیشینیان است و برخی دیگر تألیف و تحلیل در حوزه تاریخ پزشکی و گیاهان دارویی و درمان با طب ایرانی می‌باشد.
- تذکره نظامشاهیه[۱۰]
- تاریخ پزشکی در ایران از دوران باستان تا دارالفنون[۱۱]
- تقویم تاریخ: فرهنگ و تمدن اسلام و ایران: بخش یکم[۱۲]
- تقویم تاریخ: فرهنگ و تمدن اسلام و ایران: بخش دوم[۱۳]
- اختیارات بدیعی (بخش مفردات) [۱۴]
- دستورالاطباء فی دفع الطاعون و الوباء[۱۵]
- شمسیه [۱۶]
- ترجمه ای از فن اول کتاب قانون ابن سینا[۱۷]
- مجمع الفواید[۱۸]
- فهرستواره کتابهای چاپ سنگی پزشکی ایران[۱۹]
- پنج رساله طبی[۲۰]
- تاریخ طبیعی حیوان شناسی[۲۱]
- قانونچه (تصحیحی از قانونچه محمدبن عمر چغمینی)[۲۲]
- روند تحول پزشکی نوین ایران، از دارالفنون تا تأسیس دانشگاه تهران[۲۳]

## مطالب مرتبط
- دانشگاه جامع بین‌المللی ایرانیان

## پیوندها
وبگاه شخصی محمدرضا شمس اردکانی
1. ↑  «انتصاب دکتر محمدرضا شمس اردکانی به عنوان دبیر فرهنگستان علوم». ایسنا. ۱۸ شهریور ۱۴۰۲.
2. ↑  Mahlooji, K., & Abdoli, M. (2023). Pioneers of Persian Medicine in Iran. Journal of Research on History of Medicine, 12(3), 243-244.‏
3. ↑  «دکتر محمدرضا شمس اردکانی | وبگاه شخصی». بایگانی‌شده از اصلی در ۳ ژانویه ۲۰۱۴. دریافت‌شده در ۲۰۲۰-۰۳-۱۶.
4. ↑  «دکتر محمدرضا شمس اردکانی | فرهنگستان علوم پزشکی جمهوری اسلامی ایران». ams.ac.ir. دریافت‌شده در ۲۰۲۴-۰۸-۱۱.
5. ↑  «دبیرستاد توسعه اقتصاد دانش‌بنیان گیاهان دارویی و طب سنتی منصوب شد». خبرگزاری مهر | اخبار ایران و جهان | Mehr News Agency. ۲۰۲۳-۰۴-۱۸. دریافت‌شده در ۲۰۲۴-۰۸-۱۱.
6. ↑  «جناب آقای دكتر محمدرضا شمس اردكاني». www.ams.ac.ir. بایگانی‌شده از اصلی در ۱۰ فوریه ۲۰۲۰. دریافت‌شده در ۲۰۲۰-۰۳-۱۶.
7. ↑  «رييس دانشكده طب سنتي دانشگاه علوم پزشكي تهران تاكيد كرد: لزوم هم گامي طب سنتي با علم روز». ایسنا. ۲۰۱۲-۰۳-۱۲. دریافت‌شده در ۲۰۲۰-۰۳-۱۶.
8. ↑  «انتصاب مشاور وزیر و مدیرکل دفتر طب ایرانی و مکمل وزارت بهداشت». معاونت فرهنگی و دانشجویی وزارت بهداشت. ۲۰۱۹-۰۶-۲۲. بایگانی‌شده از اصلی در ۱۱ نوامبر ۲۰۱۹. دریافت‌شده در ۲۰۲۰-۰۳-۱۶.
9. ↑  behdashtnews (1596384494). «سرپرست دفتر طب ایرانی و مکمل وزارت بهداشت منصوب شد /قدردانی از خدمات دکتر شمس اردکانی». بهداشت نیوز. دریافت‌شده در 2020-08-03. تاریخ وارد شده در |تاریخ= را بررسی کنید (کمک)
10. ↑  «محمدرضا شمس اردکانی - آدینه بوک». www.adinehbook.com. دریافت‌شده در ۲۰۲۰-۰۳-۱۷.
11. ↑  «تاریخ پزشکی در ایران از دوران باستان تا دارالفنون». www.adinehbook.com. دریافت‌شده در ۲۰۲۰-۰۳-۱۷.
12. ↑  «تقویم تاریخ: فرهنگ و تمدن اسلام و ایران: بخش یکم». www.adinehbook.com. دریافت‌شده در ۲۰۲۰-۰۳-۱۷.
13. ↑  علی اکبر ولایتی، محمدرضا شمس اردکانی، محمدرضا مخبردزفولی، فرید قاسملو، مهناز مقدسی (ویراستار) ناشر: شرکت چاپ و نشر بین‌الملل (وابسته به سازمان تبلیغات اسلامی) تاریخ نشر: 26 آبان، 1392. کاراکتر line feed character در |عنوان= در موقعیت 94 (کمک)
14. ↑  «اختیارات بدیعی (بخش مفردات)». www.adinehbook.com. دریافت‌شده در ۲۰۲۰-۰۳-۱۷.
15. ↑  دستورالاطباء فی دفع الطاعون و الوباء،موسی بن علیرضا ساوجی، محمدرضا شمس اردکانی (به اهتمام)، فرید قاسملو (به اهتمام)، مجید انوشیروانی (مصحح)، ریحانه معینی (مصحح) ناشر: چوگان. کاراکتر line feed character در |عنوان= در موقعیت 161 (کمک)
16. ↑  شمسیه شمس الدین محمدبن نعمت‌الله، مهدی علیزاده (مصحح)، محمدرضا شمس اردکانی (به اهتمام)، فرید قاسملو (به اهتمام)، امیرمحمد جلادت (مصحح)، مهدی سرداری (مصحح) ناشر: چوگان تاریخ نشر: 30 بهمن، 1391. کاراکتر line feed character در |عنوان= در موقعیت 6 (کمک)
17. ↑  ترجمه ای از فن اول کتاب قانون ابن سینا حسین بن عبدالله ابن سینا، محمدرضا شمس اردکانی (به اهتمام)، فرید قاسملو (به اهتمام)، روشنک قدس  (مصحح) ناشر: چوگان تاریخ نشر: 29 بهمن، 1391. کاراکتر line feed character در |عنوان= در موقعیت 39 (کمک)
18. ↑  امیر افندی، محمدرضا شمس اردکانی (به اهتمام)، فرید قاسملو (به اهتمام)، ریحانه معینی (مصحح)، نرجس گرجی (مصحح) ناشر: چوگان تاریخ نشر: 29 بهمن، 1391. کاراکتر line feed character در |عنوان= در موقعیت 108 (کمک)
19. ↑  فهرستواره کتابهای چاپ سنگی پزشکی ایران محمدرضا شمس اردکانی (به اهتمام)، فرید قاسملو (به اهتمام)، علی اکبر وطن‌پرست (به اهتمام) ناشر: دانشگاه علوم پزشکی و خدمات بهداشتی درمانی تهران، چوگان تاریخ نشر: 28 بهمن، 1391. کاراکتر line feed character در |عنوان= در موقعیت 39 (کمک)
20. ↑  مجید انوشیروانی (به اهتمام)، محمدرضا شمس اردکانی (به اهتمام)، فرید قاسملو (به اهتمام) ناشر: چوگان تاریخ نشر: 20 آبان، 1392. کاراکتر line feed character در |عنوان= در موقعیت 86 (کمک)
21. ↑  جواد آشتیانی، مجید انوشیروانی (مصحح)، محمدرضا شمس اردکانی (به اهتمام)، فرید قاسملو (به اهتمام) ناشر: چوگان تاریخ نشر: 28 بهمن، 1391. کاراکتر line feed character در |عنوان= در موقعیت 95 (کمک)
22. ↑  محمودبن محمد چغمینی، روشنک قدس (مصحح)، فریبا قربانی (مصحح)، محمدرضا شمس اردکانی (گردآورنده)، فرید قاسملو (گردآورنده) ناشر: چوگان تاریخ نشر: اسفند، 1397. کاراکتر line feed character در |عنوان= در موقعیت 121 (کمک)
23. ↑  محمدرضا شمس اردکانی (به اهتمام)، رقیه سادات عظیمی (به اهتمام)، فرید قاسملو (به اهتمام) ناشر: دانشگاه علوم پزشکی و خدمات بهداشتی درمانی تهران، چوگان تاریخ نشر: 28 بهمن، 1391. کاراکتر line feed character در |عنوان= در موقعیت 87 (کمک)